# 樋屋製薬
樋屋製薬株式会社（ひやせいやく）は、大阪府大阪市北区天満に本社を置く製薬会社である。
創業から今日に至るまで幼児用の薬「樋屋奇応丸」等を製造している。

## 概要
関西地区では知名度を誇る同社であるが、それ以外の地域では「樋屋奇応丸」が発売されておらず、関東地区でしか知名度のない宇津救命丸と同じく対比的なニュアンスを持つ、中小のローカル製薬会社としてその名を知られている。
販売部門は1985年に樋屋製薬販売株式会社として分社化、1994年に樋屋奇応丸株式会社となる。
2022年に創業してから400周年を迎えた。

## 沿革
- 1563年（永禄6年）- 樋屋坂上家、摂津国山本村に天満を移居す。
- 1622年（元和8年）- 初代坂上忠兵衛、奇応丸を創製する。
- 1680年（延宝8年）- 二代忠兵衛、大阪天満宮へ御帳台を寄進。
- 1784年（享保9年）- 享保の大火により建物焼失。
- 1837年（天保8年）- 大塩平八郎の乱により、建物焼失。
- 1897年（明治30年）3月 - 樋屋合資会社を設立。
- 1943年（昭和18年）9月 - 樋屋合同会社を解散。
- 1943年（昭和18年）11月 - 樋屋製薬株式会社を設立。
- 1943年（昭和18年）12月 - 強心剤「樋屋六神丸」を発売。
- 1945年（昭和20年）6月 - 大阪大空襲により建物焼失。
- 1952年（昭和27年）5月 - 鉄筋コンクリート2階建て新社屋竣工。
- 1960年（昭和35年）1月 - 樋屋奇応丸CMソングABC賞受賞。
- 1972年（昭和47年）5月 - 旧本社・工場完工。
- 1985年（昭和60年）6月 - 樋屋製薬販売株式会社を設立し、販売部門の業務を移管。
- 1992年（平成4年） - 大阪府大東市に、新工場および商品管理・配送センターを設立。
- 1994年（平成6年）11月 - 樋屋製薬販売株式会社を樋屋奇応丸株式会社と改称する。
- 1996年（平成8年）11月 - 本社新社屋が完成。
- 2008年（平成20年） - 「樋屋奇応丸EX」を発売。
- 2009年（平成21年） - 「ひやきおーがん糖衣」を発売。
- 2012年（平成24年）2月 - 樋屋製薬（香港）有限公司を設立。
- 2012年（平成24年）3月 - 創立390年を迎え、本社敷地内に大阪天満宮の分社と鳥居を建立。
- 2012年（平成24年）4月 - 樋屋通商香港有限公司を設立。
- 2016年（平成28年） - 「樋屋奇応丸 特撰金粒」を発売。
- 2022年（令和4年） -　創業400周年を迎える。

## 歴代社長
- 十三代坂上忠兵衛：1943年 - 1980年
- 坂上晴一：1980年 - 2011年
- 坂上隆彦：2011年 - 2024年
- 坂上聡太：2024年 -

## 事業所

### 樋屋製薬株式会社
本社
大阪府大阪市北区天満1-4-11
大阪工場
大阪府大東市寺川3-3-63

### 樋屋奇応丸株式会社
本社
大阪府大阪市北区天満1-4-11
商品センター
大阪府大東市寺川3-3-63

## 商品

### 医薬品

#### 小児五疳薬
- 樋屋奇応丸 特撰金粒（販売名：特撰金粒樋屋奇応丸）【第2類医薬品】（発売元：樋屋奇応丸株式会社、製造販売元：樋屋製薬）
- 樋屋奇応丸 銀粒（販売名：小児薬樋屋奇応丸）【第2類医薬品】（発売元：樋屋奇応丸株式会社、製造販売元：樋屋製薬）
- 樋屋奇応丸 糖衣（販売名：小児良薬樋屋竒應丸）【第2類医薬品】（発売元：樋屋奇応丸株式会社、製造販売元：樋屋製薬）

#### かぜ薬関連
- ヒヤこどもかぜシロップ リラックマ（販売名：ヒヤこどもかぜシロップS）【指定第2類医薬品】（発売元：樋屋奇応丸株式会社、製造販売元：萬金薬品工業）
- ヒヤこどもせきシロップ リラックマ（販売名：ヒヤこどもせきシロップN）【指定第2類医薬品】（発売元：樋屋奇応丸株式会社、製造販売元：萬金薬品工業）
- キオフィーバ こども解熱坐薬（販売名：キオフィーバ （こども解熱坐薬）10個入）【第2類医薬品】（発売元：樋屋奇応丸株式会社、製造販売元：樋屋製薬）
- ヒヤこども総合かぜ薬 すみっコぐらし（販売名：ヒヤこども総合かぜ薬M）【第2類医薬品】（発売元：樋屋奇応丸株式会社、製造販売元：樋屋製薬）
- ヒヤこどもせきどめチュアブル すみっコぐらし（販売名：小児用せきどめチュアブル）【指定第2類医薬品】（発売元：樋屋奇応丸株式会社、製造販売元：日新薬品工業）
- ヒヤこども鼻炎薬AL すみっコぐらし（販売名：ヒヤこども鼻炎薬AL）【第2類医薬品】（発売元：樋屋奇応丸株式会社、製造販売元：奥田製薬）
- ヒヤ鼻炎スプレーAL すみっコぐらし（販売名：ヒヤ鼻炎スプレーAL）【第2類医薬品】（発売元：樋屋奇応丸株式会社、製造販売元：奥田製薬）

#### 強心薬
- 樋心丸（販売名：樋屋六神丸V）【第2類医薬品】20粒（発売元：樋屋奇応丸株式会社、製造販売元：樋屋製薬）
- 樋心丸（販売名：樋屋六神丸V）【第2類医薬品】60粒（発売元：樋屋奇応丸株式会社、製造販売元：樋屋製薬）

### 化粧品
- ヒヤドット ママボディケアミルク 500ml（発売元：樋屋奇応丸株式会社、企画：樋屋製薬、製造販売元：アンズコーポレーション）
- ヒヤドット ママボディケアミルク 120g（発売元：樋屋奇応丸株式会社、企画：樋屋製薬、製造販売元：アンズコーポレーション）

## かつての商品

### 医薬品
- 小児良薬樋屋奇応丸
- 特撰金粒樋屋奇応丸
- 小児薬樋屋奇応丸【第2類医薬品】（発売元：大幸薬品、製造販売元：樋屋製薬）
- 金粒樋屋奇応丸【第2類医薬品】（発売元：大幸薬品、製造販売元：樋屋製薬）
- 樋屋奇応丸「糖衣」（ひやきおーがん糖衣）（販売名：小児良薬樋屋竒應丸）【第2類医薬品】（発売元：大幸薬品、製造販売元：樋屋製薬）
- 樋屋奇応丸EX（販売名：特撰金粒樋屋奇応丸）【第2類医薬品】（発売元：大幸薬品、製造販売元：樋屋製薬）
- こどもかぜシロップマイメロディ（販売名：ヒヤこどもかぜシロップS）【指定第2類医薬品】（発売元：樋屋奇応丸株式会社、製造販売元：萬金薬品工業）
- こどもせきシロップマイメロディ（販売名：ヒヤこどもせきシロップS）【指定第2類医薬品】（発売元：樋屋奇応丸株式会社、製造販売元：萬金薬品工業）
- ヒヤこどもせきシロップ リラックマ（販売名：ヒヤこどもせきシロップS）【指定第2類医薬品】（発売元：樋屋奇応丸株式会社、製造販売元：萬金薬品工業）
- ヒヤこども総合かぜ薬 リラックマ【第2類医薬品】（発売元：樋屋奇応丸株式会社、製造販売元：樋屋製薬）
- 樋屋六神丸【第2類医薬品】66粒（発売元：樋屋奇応丸株式会社、製造販売元：樋屋製薬）
- ヒヤ乗り物酔いどめフィルム【第2類医薬品】（製造販売元：ツキオカフィルム製薬）

#### 化粧品
- KIRABOSHI クレンジングジェル
- KIRABOSHI ローション
- KIRABOSHI エッセンス
- KIRABOSHI アイクリーム
- KIRABOSHI デイクリーム
- KIRABOSHI ナイトクリーム
- KIRABOSHI ボディローション

#### その他
- マイピュア 泡ベビーソープ ボトル350ml
- マイピュア 泡ベビーソープ 詰替用300ml
- マイピュア ベビーミルクローション 150ml
- 樋屋草快酵素
- ロコモアクティブ

## CM出演者
- 桑原和男（吉本新喜劇）
- 星乃あんり（元宝塚歌劇団雪組娘役）
- 高見山大五郎（現役時代）
- 星南のぞみ（宝塚歌劇団雪組娘役）